# ASC Port Autonome
Union Culturelle et Sportive des Travailleurs Port Autonome w skrócie ASC Port Autonome – senegalski klub piłkarski grający w senegalskiej drugiej lidze, mający siedzibę w mieście Dakar.

## Sukcesy
- I liga[1]:
  - mistrzostwo (3): 1990, 1991, 2005

- Puchar Senegalu[2]:
  - zwycięstwo (1): 2000
  - finał (1): 1990

## Występy w afrykańskich pucharach
| Sezon | Rozgrywki                 | Runda    | Kraj                          | Klub                         | Dom | Wyjazd | Dwumecz      |
| ----- | ------------------------- | -------- | ----------------------------- | ---------------------------- | --- | ------ | ------------ |
| 1991  | Puchar Mistrzów           | 1        | Mali                          | Djoliba AC                   | 0–0 | 0–1    | 0–1          |
| 1992  | Puchar Mistrzów           | wstępna  | Republika Zielonego Przylądka | Sporting Praia               | 0–0 | 0–0    | 0–0 (k. 1–3) |
| 2001  | Puchar Zdobywców Pucharów | 1        | Tunezja                       | Club Africain                | 1–1 | 1–2    | 2–3          |
| 2006  | Liga Mistrzów             | wstępna  | Togo                          | AS Douanes Lomé              | 3–0 | 0–0    | 3–2          |
| 2006  | Liga Mistrzów             | 1        | Algieria                      | USM Algier                   | 3–0 | 0–0    | 3–2          |
| 2006  | Liga Mistrzów             | 2        | Wybrzeże Kości Słoniowej      | ASEC Mimosas                 | 1–0 | 0–6    | 1–6          |
| 2006  | Puchar Konfederacji       | play-off | Angola                        | Atlético Petróleos de Luanda | 0–1 | 0–1    | 0–2          |

## Stadion
Domowe mecze klub rozgrywa na stadionie o nazwie Stade Demba Diop w Dakarze, który może pomieścić 15 000 widzów.

## Reprezentanci kraju grający w klubie od 1990 roku
Stan na styczeń 2023.
| - El Hadji Baldé - Mame Assane Diagne - Mamadou Diallo - Mamadou Mariem Diallo - Mamadou Diarra - El Hadji Pape Diaw - Daouda Guèye Diémé - Ousmane Diop - Cheikh Diouf | - Mamadou Fall - Adolphe Mendy - Joaquim Mendy - Pape Amadou N’Diaye - Saliou Sidibé - Ousmane Sy - Issa Tambedou - Makhtar Thioune |